# Нюрнбергские мейстерзингеры
«Нюрнбе́ргские мейстерзи́нгеры» (нем. Die Meistersinger von Nürnberg) — опера Рихарда Вагнера в 3 действиях, 4 картинах на собственное либретто, написанная в 1861—1867 годах и считающаяся одной из вершин его творчества.
Премьера состоялась в Мюнхене 21 июня 1868 года. Самая длинная опера в мире длительностью около 5 часов 15 минут.

## История создания и постановок
Между возникновением идеи оперы и её окончательным воплощением прошло двадцать два года. Работа состояла из нескольких этапов, между которыми Вагнер написал несколько других сочинений. Первый набросок с подробным описанием сюжета был сделан 16 июля 1845 года в Мариенбаде. По сравнению с окончательной редакцией этот вариант содержал небольшие сюжетные отличия, в нём была меньше развита историческая основа. Некоторые образные характеристики персонажей также претерпели изменения, например, Ганс Сакс в наброске предстаёт не столь однозначно положительным персонажем, как в последующих редакциях.
По замыслу автора, новое произведение должно было стать комедийной параллелью к другой, только что законченной опере «Тангейзер», где центральной сценой является певческий турнир. Своё намерение написать комическую оперу Вагнер подробно изложил в «Обращении к друзьям» в 1851 году:
Тотчас после окончания «Тангейзера» мне посчастливилось отправиться для отдыха в один из богемских курортов. Здесь я скоро почувствовал себя легко и весело настроенным…, присущая моему характеру весёлость впервые сказалась в художественной области.
За последнее время я почти сознательно настроился написать комическую оперу; я припоминаю, что к этому решению меня привели откровенные советы добрых друзей, желавших, чтобы я написал оперу «более лёгкого жанра»; по их мнению, такая опера открыла бы мне доступ на немецкие сцены и имела бы существенный для моих жизненных обстоятельств успех.
Как у афинян весёлое зрелище следовало за трагедией, так и передо мной во время того путешествия внезапно возник план комедии, которая своим содержанием могла бы примкнуть к «Состязанию певцов в Вартбурге».
Уже в первом варианте присутствует молодой талантливый поэт и певец Вальтер фон Штольцинг. Одной из целей автора было показать противостояние здорового народного творческого духа (Ганс Сакс) и бесплодной, педантичной части общества. Олицетворением этого стал Сикст Бекмессер, городской писарь, образу которого Вагнер придал черты своего оппонента в искусстве — австрийского критика Ганслика.
Однако всерьёз к работе над «Нюрнбергскими мейстерзингерами» Вагнер приступил только в декабре 1861 года, закончив её в октябре 1867 года на вилле Трибшен в Швейцарии. Работа на партитурой была закончена 20 октября. Премьера оперы состоялась в Мюнхене 21 июня 1868 года. Она была встречена с большим энтузиазмом, но противники веймарской школы подвергли её критике. Генрих Дорн назвал музыку «грубой». Ганслик опубликовал статью о немузыкальности нового сочинения Вагнера. В 1906 году Николай Римский-Корсаков в письме Владимиру Стасову: «Ещё раз скажу, что „Нюрнбергские певцы" —
большая вещь не по длине и продолжительности, а по значению своему. Сцена, когда Бекмессер поёт свою нелепую серенаду, а Ганс Сакс стучит и мешает ему, затем повылезают разбуженные обыватели, происходит драка, никто ничего не понимает, и всё кончается выходом ночного стража, который, пропев своё воззвание в F-dur, трубит в ноту Ges, — ни с чем не сравнимо. И сочинено это в начале 60-х годов (скоро 45 лет тому). А сколько, кроме этой сцены, превосходного! Недостатки „Мейстерзингеров" — слишком большая длина и слишком много повторений приблизительно одинаковой музыки».
Опера отличается системой разнообразных лейтмотивов, богатой и выразительной мелодикой, лиричностью и юмором, а также огромным размером — продолжительность чистой музыки составляет около 5 часов.

## Действующие лица

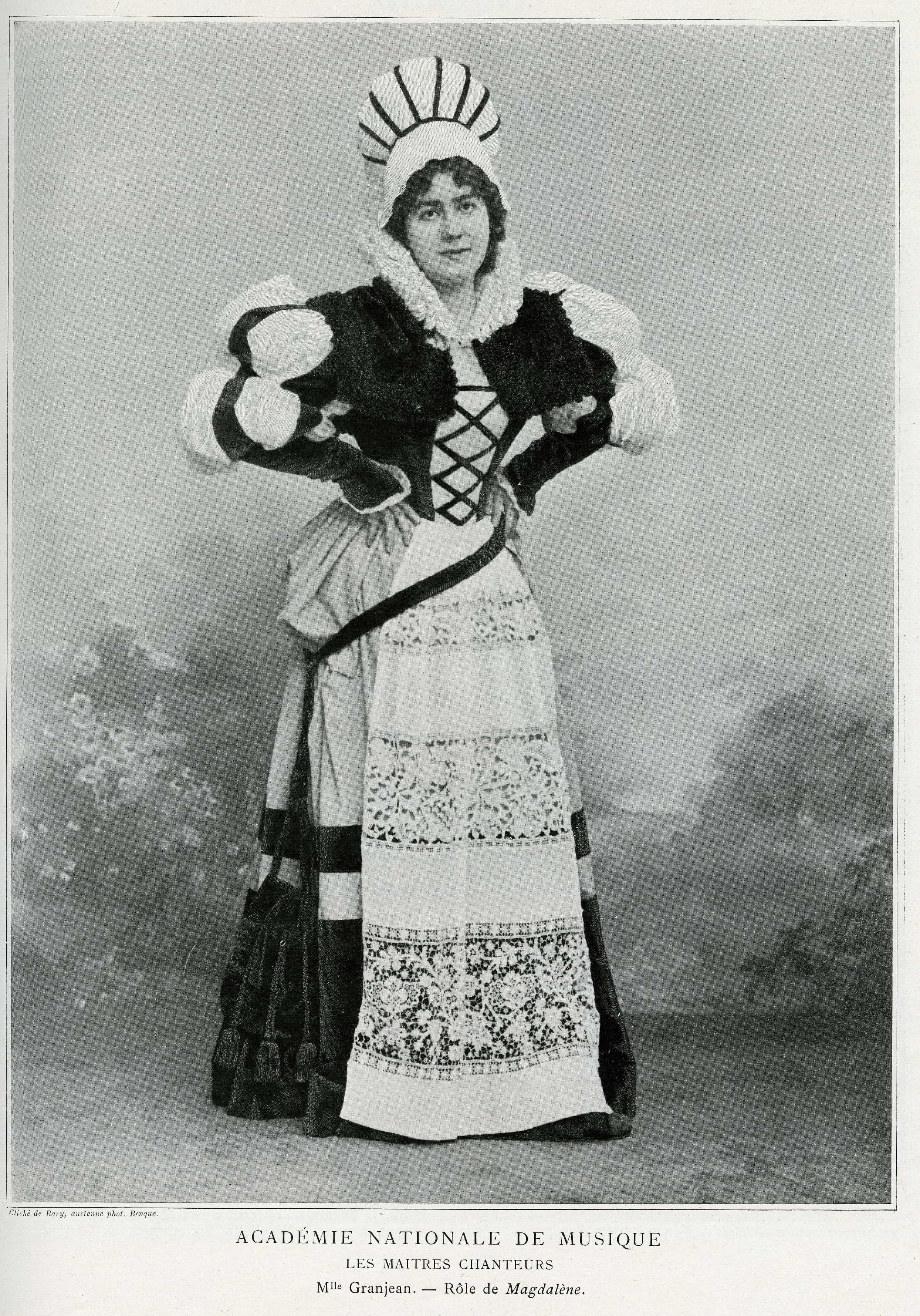
Луиза Гранжан в роли Магдалины

| Партия                                                      | Голос   | Исполнитель на премьере, 21 июня 1868 (Дирижёр — Ханс фон Бюлов) |
| ----------------------------------------------------------- | ------- | ---------------------------------------------------------------- |
| Ганс Сакс, башмачник                                        | бас     | Франц Бец                                                        |
| Фейт Погнер, золотых дел мастер                             | бас     | Каспар Баузевайн                                                 |
| Кунц Фогельгезанг, скорняк                                  | тенор   | Карл Самуэль Хайнрих                                             |
| Конрад Нахтигаль, жестянщик                                 | бас     | Эдуард Зигль                                                     |
| Сикст Бекмессер, городской писарь                           | бас     | Густав Хёльцель                                                  |
| Фриц Котнер, пекарь                                         | бас     | Карл Фишер                                                       |
| Бальтазар Цорн, оловянных дел мастер                        | тенор   |                                                                  |
| Ульрих Эйслингер, торговец пряностями                       | тенор   |                                                                  |
| Августин Мозер, портной                                     | тенор   |                                                                  |
| Герман Ортель, мыловар                                      | бас     |                                                                  |
| Ганс Шварц, чулочник                                        | бас     |                                                                  |
| Ганс Фольц, медник                                          | бас     | Бартоломеус Вайксльшторфер                                       |
| Вальтер фон Штольцинг, молодой франконский рыцарь           | тенор   | Франц Нахбаур                                                    |
| Давид, ученик Сакса                                         | тенор   | Макс Шлоссер                                                     |
| Eвa, дочь Погнера                                           | сопрано | Матильда Маллингер                                               |
| Магдалина, подруга Евы                                      | сопрано | Софи Диц                                                         |
| Ночной сторож                                               | бас     | Фердинанд Ланг                                                   |
| Горожане, горожанки всех цехов, подмастерья, ученики, народ |         |                                                                  |

## Краткое содержание
Действие происходит в середине XVI века в Нюрнберге.

### Первое действие
Летним днём в нюрнбергской церкви святой Екатерины признались друг другу в любви молодой рыцарь Вальтер Штольцинг и первая красавица в городе Ева Погнер. Но отец Евы, золотых дел мастер Фейт Погнер, давно решил, что рука и сердце его дочери будут отданы тому, кто одержит победу в очередном ежегодном состязании лучших певцов Нюрнберга. Оно состоится завтра, неподалёку от города, на берегу реки Пегниц. И принять в нём участие имеют право лишь члены цехов…
Пренебрегая принципами рыцарской чести, Вальтер пытается вступить в цех мастеров. Но суровы правила цеха: прежде чем стать настоящим мейстерзингером, нужно долго изучать искусство пения, постичь все его секреты. Старые мастера возмущены просьбой Штольцинга. Вальтер требует, чтобы ему устроили испытание; звучит его взволнованная песня. Городской писарь Сикст Бекмессер, взявшийся быть судьёй, отмечает мелом допущенные Вальтером погрешности против правил: доска вся исписана! На лице самодовольного Бекмессера радостная улыбка: втайне он тоже надеется завоевать Еву. Мейстерзингеры требуют, чтобы Вальтер прекратил пение: не может быть и речи о его вступлении в цех. Противится этому лишь старый башмачник Сакс, которого взволновала песня молодого рыцаря. Но его никто не слушает. Вальтер покидает собравшихся.

### Второе действие
Тихий вечер. На опустевшей улице города одиноко сидит Сакс. Песня Вальтера всколыхнула душу старого мастера, навеяла грустные мысли. Хотя Сакс и не хочет признаться в этом, он глубоко и нежно любит Еву, которую знал ещё ребёнком. Признанный поэт, Сакс мог бы и сам выступить на состязании: вряд ли кто-нибудь в состоянии соперничать с ним в певческом мастерстве. Но он чувствует, что, кроме глубокого уважения, иного чувства ему не пробудить в душе Евы. Завидев девушку, старый мастер делает вид, что возмущён наглостью Вальтера. Ответ Евы открывает Саксу глаза: она любит молодого рыцаря.
Постепенно ночь окутывает город. У дома Евы появляется Вальтер. Он пришёл уговорить любимую навсегда покинуть с ним город. Приближающиеся звуки лютни прерывают разговор. Это Бекмессер. Он рассчитывает покорить своей игрой Еву, и тогда его, победителя завтрашнего турнира — на этот счёт у городского писаря нет сомнений! — девушка согласится назвать своим супругом. Уверенный в успехе, Бекмессер поёт серенаду, даже не замечая, что в окне стоит не Ева, а накинувшая её платье кормилица Магдалена. Пение Бекмессера прерывает стук молотка сапожника: это трудится старый Сакс. Свою работу он сопровождает простой, незамысловатой песней. Городской писарь негодует, но Сакс не обращает на него внимания. В конце концов оба сходятся на том, что старый башмачник, не прекращая работы, ударами молотка станет отмечать ошибки, которые Бекмессер допустит при пении. Их столько, что Сакс уже кончает труд, а писарь ещё не спел и половины своей серенады. Его резкий, неприятный голос будит обитателей соседних домов. Просыпается и ученик Сакса — Давид. Увидев, что Бекмессер поёт серенаду его невесте Магдалене, юноша затевает драку со своим мнимым соперником. В неё включаются и соседи, выскочившие на шум. Жёны, дочери, сестры дерущихся тщетно пытаются прекратить ночную потасовку. И только близкий звук рога ночного сторожа останавливает мужчин. Горожане медленно расходятся по домам. Вальтер удаляется вместе с Саксом. Звучит сигнал и отклик сторожа. И снова на улицах города воцаряются ночь и тишина.

### Третье действие

#### Картина первая
Дом Ганса Сакса. Старому башмачнику трудно примириться с мыслью, что Ева любит другого. Глубоко скорбит он о своей неудачно сложившейся жизни. Но грустные думы о собственной судьбе не могут погасить в сердце Сакса огромной любви к людям. Своими песнями он должен вдохновлять их на добрые дела, вселять в душу любовь к прекрасному.
Входит Давид. Он принёс учителю песню, с которой собирается выступить на состязании. Высоко оценивая песню своего ученика, башмачник желает ему счастья с Магдаленой.
Появляется Вальтер Штольцинг. Сакс искренне рад приходу рыцаря. Старый мастер чувствует, что должен помочь Вальтеру. Он рассказывает юноше о том, как важно для мейстерзингера знать правила певческого искусства, изучить все законы. В благодарность за советы Вальтер рассказывает Саксу о прекрасной песне, зародившейся в его сердце. Он посвятит её своей возлюбленной. Старый мастер помогает Штольцингу записать песню.
Неожиданно в дом башмачника заглядывает Бекмессер. Писарю нужны стихи, которые принесли бы ему победу на состязании. Однако у него совершенно нет сил: ночная драка отняла последние. Его взгляд падает на листок, исписанный почерком Сакса. Бекмессер пробегает его глазами. Он спасён! Это новая песня. Не задумываясь, Бекмессер прячет её в карман.
В комнату входит Сакс. По нарочито равнодушному виду гостя он сразу догадывается, в чём дело. Желая посрамить заносчивого писаря, Сакс дарит ему похищенный текст и сообщает, что он сам отказывается от участия в состязании. Бекмессер ликует: не будет самого серьёзного соперника! Самоуверенный писарь отправляется на состязание. Собирается идти и Вальтер. Напутствуя его добрыми словами, Сакс отечески благословляет влюблённых. Стараясь разогнать охватившую его грусть, башмачник устраивает шутливую церемонию посвящения своего ученика Давида в подмастерья. Затея вызывает всеобщее веселье.

#### Картина вторая
На берегу реки Пегниц собрались чуть ли не все жители города. С яркими флагами и хоругвями идут колонны мастеров. Каждый цех поёт свою песню. Молодежь устраивает танцы и игры.
Но вот начинается традиционное состязание мейстерзингеров. Зрители тесным кольцом окружают соревнующихся. Самодовольно улыбаясь, в кругу появляется Бекмессер. Уверенный в успехе, городской писарь даже не потрудился выучить чужую песню наизусть. Как он ни старается, его пение вызывает лишь смех зрителей. Красный от негодования, Бекмессер покидает круг. Он убеждён, что в его неудаче виноват Сакс: старый башмачник нарочно подсунул ему листок с этой глупой песней… В круг решительно входит Вальтер. Он поёт о своей любви, и его чистая, идущая из самого сердца песня покоряет слушателей. Её подхватывают все — и ученики, и подмастерья, и почтенные мастера. Вальтер Штольцинг объявляется победителем состязания, а прекрасная Ева — его невестой. Вальтер поначалу отказывается принять награду цеха, но Сакс в своей песне восхваляет немецкое искусство и мастеров — и Вальтер соглашается. Хор славит Сакса, признанного мейстерзингера.

## Избранные записи
(солисты даются в следующем порядке: Сакс, Вальтер, Ева, Погнер)
- 1936 — дирижёр: Артур Боданцки; солисты: Фридрих Шорр, Рене Мезон, Элизабет Ретберг, Эмануэль Лист; оркестр Метрополитен-опера.
- 1937 — дирижёр: Артуро Тосканини; солисты: Ханс Герман Ниссен, Хенк Ноорт, Мария Райнинг, Герберт Альзен; Венский филармонический оркестр.
- 1943 — дирижёр: Вильгельм Фуртвенглер; солисты: Яро Прохазка, Макс Лоренц, Мария Мюллер, Йозеф Грайндль; оркестр Байрёйтского фестиваля (запись сохранилась не полностью).
- 1943 — дирижёр: Герман Абендрот; солисты: Пауль Шёффлер, Людвиг Зутхаус, Хильда Шеппан, Фридрих Дальберг; оркестр Байрёйтского фестиваля.
- 1949 — дирижёр: Ойген Йохум; солисты: Ханс Хоттер, Гюнтер Трептов, Аннелиз Купер, Макс Прёбстль; оркестр Баварской государственной оперы.
- 1951 — дирижёр: Герберт фон Караян; солисты: Отто Эдельман, Ханс Хопф, Элизабет Шварцкопф, Фридрих Дальберг; оркестр Байрёйтского фестиваля.
- 1952 — дирижёр: Ханс Кнаппертсбуш; солисты: Отто Эдельман, Ханс Хопф, Лиза Делла Каза, Курт Бёме; оркестр Байрёйтского фестиваля.
- 1956 — дирижёр: Рудольф Кемпе; солисты: Фердинанд Франц, Рудольф Шок, Элизабет Грюммер, Готлоб Фрик; Берлинский филармонический оркестр.
- 1967 — дирижёр: Рафаэль Кубелик; солисты: Томас Стюарт, Шандор Конья, Гундула Яновиц, Франц Красс; симфонический оркестр Баварского радио.
- 1975 — дирижёр: Георг Шолти; солисты: Норман Бейли, Рене Колло, Ханнелоре Боде, Курт Молль; Венский филармонический оркестр.
- 1976 — дирижёр: Ойген Йохум; солисты: Дитрих Фишер-Дискау, Пласидо Доминго, Катарина Лигендца, Петер Лаггер; оркестр Немецкой оперы, Берлин.
- 1995 — дирижёр: Георг Шолти; солисты: Жозе ван Дам, Бен Хеппнер, Карита Маттила, Рене Папе; Чикагский симфонический оркестр.